# 自動氣象站

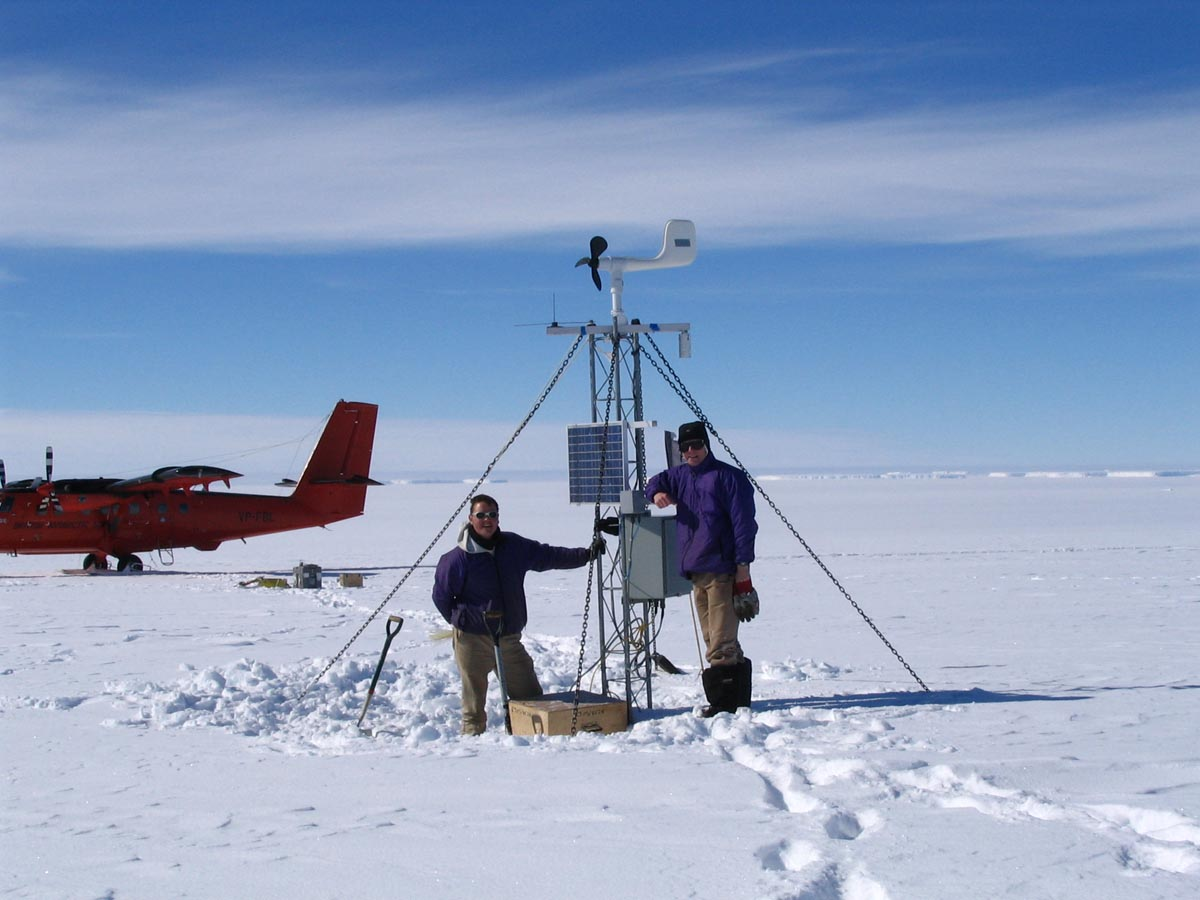
在南極洲的一個自動氣象站

自動氣象站（AWS，Automatic Weather Station）是一種自動化的氣象站，可節省人力並可測量偏遠地區的氣象資料。該系統通過Argos系統和全球電信系統以進行實時回報，或儲存數據作日後傳送。
雲的種類、雲量以及霧等接觸不到傳感器、需肉眼觀察的天氣現象，仍然要人工監測。此外，降水測量是對雪顯得有點問題，因為量器必需在每次測量時清空，對於目前的技術所限，只能在幾乎不會降雪的地方使用。
自動氣象站往往被放置在供電網絡和通訊網絡內。現在，太陽能電池板、風力渦輪機和流動電話技術使自動氣象站能在供電網絡和通訊網絡外的地方，透過無線型式傳送資料。

## 觀測項目
大部份自動氣象站都設有：
- 百葉箱測量溫度
- 風速儀測量風速
- 風向標測量風向
- 濕度計測量濕度
- 氣壓計測量氣壓

其中一些甚至設有：
- 雲頂計測量雲高
- 雨量計測量降雨
- 天氣傳感器和／或能見度傳感器

## 配置
各個自動氣象站的配置可以不盡相同，但通常包括以下內容：
- 全天候數據記錄器，可充電電池和遙測裝置（可選）
- 氣象傳感器
- 太陽能電池板或風力發電機組
- 桅桿

### 外殼
自動氣象站的外殼通常是全天候玻璃纖維，ABS樹脂或不銹鋼。
- ABS塑料外殼的特點是重量輕，價格便宜。ABS塑料外殼是常用自動氣象站外殼，但相比起玻璃纖維或不銹鋼就顯得不太安全和堅固。
- 玻璃纖維外殼的特點在於耐防化學或水的腐蝕。
- 不銹鋼外殼是最佳選擇，而且通常是316s/s或304s/s。不銹鋼外殼具耐腐蝕及化學性。這些機箱也昂貴，同樣大小的費用可以是玻璃纖維外殼一倍以上。

### 太陽能電池板
自動氣象站的主要動力來源，通常是一個或多個太陽能電池板並聯穩壓器和一個或多個充電池。一般而言，太陽能電池板的輸出是其最佳的只有每天5個小時。因此安裝角度和位置是至關重要的。在北半球的太陽能電池板將被安裝成面向南，南半球的則面向北。安裝的角度則各有不同，但安裝的角度絕不應為5度，是因為會使灰塵積聚而令電力輸出下降。

### 桅杆
自動氣象站使用的標準桅杆高度為2米，3米，10米和30米。亦有其它尺寸，但通常這些大小已被視作標準。
- 2米（6.6英尺）桅杆是用於測量影響人類的參數。桅杆高度為參照頭部高度。
- 3米（9.8英尺）桅杆是用於測量影響農作物的參數（如小麥，甘蔗等）。桅杆高度為參照農作物的頂端。
- 10米（32.8英尺）桅杆是用於測量避免受樹木影響的數據，如樹木，建築物或其他障礙物。通常這種自動氣象站是測量風速和風向。
- 30米（98.4英尺）桅杆是用於測量參數分層數據模型。在2米，3米，10米和30米各個分層中測量風，濕度和溫度。其他傳感器則安裝在2米或以下的高度。